# Municipio de Lucas (Arkansas)
El municipio de Lucas (en inglés: Lucas Township) es un municipio ubicado en el condado de Crittenden en el estado estadounidense de Arkansas. En el año 2010 tenía una población de 657 habitantes y una densidad poblacional de 3,53 personas por km².

## Geografía
El municipio de Lucas se encuentra ubicado en las coordenadas 34°54′12″N 90°20′6″O / 34.90333, -90.33500. Según la Oficina del Censo de los Estados Unidos, el municipio tiene una superficie total de 186.1 km², de la cual 151,09 km² corresponden a tierra firme y (18,81 %) 35,01 km² es agua.

## Demografía
Según el censo de 2010, había 657 personas residiendo en el municipio de Lucas. La densidad de población era de 3,53 hab./km². De los 657 habitantes, el municipio de Lucas estaba compuesto por el 90,72 % blancos, el 6,39 % eran afroamericanos, el 1,22 % eran amerindios, el 0,15 % eran isleños del Pacífico, el 0,15 % eran de otras razas y el 1,37 % eran de una mezcla de razas. Del total de la población el 2,28 % eran hispanos o latinos de cualquier raza.